# جحا (جازان)
جحا هي قرية سعودية تتبع محافظة أحد المسارحة بمنطقة جازان.

## الموقع الجغرافي
تقع القرية متوسطة بين عدّة قُرى ممّا جعلها قبلة التعليم لكثير من القرى المجاورة لعقود، يحدّ القرية من الشمال قرية الزيدية ومن الجنوب وادي خلب ومن الشرق قرية الحصامة ومن الغرب قرية الشطيفية.

## معالم القرية
- بئر جحا
- بئر ماغص
- بئر الناصرية
- مثلث جحا

## التسمية
عُرفت القرية باسم (قائم جحا) قبل نشأة القرية، ويُقال سبب تسميتها جحا نسبةً للبئر الأثرية الموجودة جنوب القرية، أمّا سبب التسمية (جحا) ومتى سُمّيت بهذا الاسم فالمُتداول أنّ البئر (هلالية) بُنيت من قبل بني هلال هي وبئر أخرى في (قرية الزاوية) التي تقع على ضفاف وادي خلب من جهة الجنوب لتشابه البئرين في طريقة البناء لم تجف هذه البئر؛ بسبب وجودها في مجرى وادي خلب الذي يُعدّ الُمغذّي الرّئيسي لها.
بعد توافد بعض الأُسر بدأ الاهتمام بالبئر بزيادة عمقها على فترات متعاقبة انتهت بالشيخ خيرات محمد سهلي عندما قام ببناء فوهة البئر بالحجر حتّى يقل الانزلاق وتقلّ حوادث السقوط. استمرت الحياة لعقود بسبب وجود هذه البئر فكانت السبب الرئيسي في توافد السكان بالإضافة أنّها كانت مصدر رزق لبعض سكان القرية ممّن امتهن مهنة السقيا.

## محاولات الاستغناء عن البئر
المحاولة الأولى قامت الحكومة ببناء بئر أخرى قريبة من البئر القديمة فأطلق على عليها اسم (بئر ماغص) بسبب مُلوحة مائها التي تسبب المغص لمن يشربها ولم يكتب لها النجاح وبناء بئر أخرى غرب القرية (بئر الناصرية) كان مائها أيضاً مالح.
المحاولة الثانية كان لها نصيب نجاح مُتوسط وهو دخول الآبار الارتوازية إلا أنّ أعطالها وصيانتها كانت تأخذ وقت ممّا يدفع أبناء القرية لذهاب للبئر في الأزمات كذلك لم تكن مجاناً في متناول الجميع.
المحاولة الثالثة كان بدأ مشروع ماء قرية الشطيفية الذي لم يكتب له أي نجاح يذكر في القرية فالماء مالح بالإضافة في قوة الضخ فالماء بالكاد يصل منتصف القرية ولم يكن يستعمل للشرب.
المحاولة الرابعة كانت لمشروع السقيا وهو مشروع خيري كتب له الّنجاح رُغم توجّه بعض أبناء القرية بحفر آبار صغيرة داخل منازلهم.
الآن دخل مشروع تحلية المياه في بداية عام 1434هـ.

## سبب التسمية بجحا
الاسم أطلق على البئر ثُم أصبح اسم للقرية
نجد في قواميس اللغة التالي:
جحا في (لسان العرب):
جحَّ الشيءَ يَجُحُّه جَحّاً: سَحَبه، يمانية.
والجُحُّ عندهم: كل شجر انبسط على وجه الأَرض، كأَنهم يريدون انْجَحَّ على الأَرض أَي انْسَحَب.
والجُحُّ: صغار البطيخ أو الحنظل قبل نُضْجِه، واحدته جُحَّة، وهو الذي تسميه أَهل نَجْدٍ الحَدَجَ. الأَزهري: جَحَّ الرجلُ إِذا أَكل الجُحَّ؛ قال: وهو البطيخ المُشَنَّجُ.
وأيضاً جحا في (لسان العرب):
- جَحَا بالمكان يَجْحُو: أَقام به كحَجَا. (وهذا يفسر سبب التسمية لأن البئر كان يحيط بها أشجار كثيفه مما كان يحجبها عن الناس.
- وحَيَّا الله جَحْوَتَك أَي طلعتَك.

قاموس المحيط:
جَحَا: تعني أقامَ، ومَشَى، وخَطَا.

## السكان
يبلغ عدد سكانها 5000 الآلف نسمة تقريباً.

## المساكن
كان النمط السائد في القرية هو بناء البيت التهامي (العشة) الذي برع فيه كثير من أبناء القرية وعلى رأسهم حسين طاهر كريري حتى بدايات 1400هـ، بعدها دخل البناء بالإسمنت فكان البناء غرف مُتناثرة لكبر مساحات الأرضي السكنية وعدم التفكير بالمستقبل شهدت القرية في السنوات الأخيرة نهضة عمرانية متتالية وذلك بجهود أبنائها ورغبتهم في تطوير حياتهم المعيشية واعتمادهم على طرق البناء الحديث والتّخلص من طرق البناء القديمة واستغلال المساحة ببناء طوابق متعددة ممّا كان له أبلغ الأثر في احتواء تنامي عدد السكان وقلّت الأراضي السكنية.

## مجتمع القرية
ما تمتاز به القرية رغم تعدّد الأُسر والقبائل في القرية إلّا أنّ أغلبهم يجمعهم النسب والمصاهرة وقبولهم للآخرين، وهذا ما يشعر به الزائر للقرية بأنّهم أُسرة واحدة بالرغم من تحوّل أجزاء كثيرة من القرية إلى أحياء بعد تنامي عدد السكان والمساكن. وإقبال بعض النازحين من الحدود عليها والعيش فيها.

## الرياضة في القرية
كانت بداية الاهتمام بالرياضة في منتصف الثمانينات خاصة بعد دخول التعليم في القرية وتنامي حبّ رياضة كرة القدم في القرية حتّى أصبح للقرية فريق تناوب عليه عدد من أبناء القرية، كما كان لهم دور بارز في المباريات التي تُقام بين القرى في كل عام خاصة في موسم رمضان.

## عادات وتقاليد
من أبرز العادات التي كان سكان القرية يحرصوا عليها الخروج لمصلى العيد الذي يقع بين قرية جحا وقرية الشطيفبة أرض رملية لم يتم تطويرها حتى الآن.
الاجتماع وسط القرية بجانب الجامع لتناول الإطار العيد والتهنئة بعد ذلك يتفرق أبناء القرية الكل يذهب لتهنئة كبار السن ممّن لم يحضروا العيد.
•الاختان: كان الختان قديماً يُمثّل صفة الشجاعة للشاب كأن الرجل لايرى ابنه مؤهلًا للختان إلا إذا بلغ من العمر السابعة عشرة فمافوق، ليتوسّم فيه الشجاعة والرجولة ومن ثمّ يستطيع أن يُقاوم الضغوط النفسية من الموقف المكشوف أمام أعين الجميع ممّن يعشقون حضوره، فيستمر الختان أيّام من الاستعداد فأغلب القرية يكونوا مشاركين في هذه المُناسبة سواً بالمال أو الجهد.
•الزواج: قبل ليلة الزواج بيومين يجتمع كل الأهل والأقارب والجيران وخاصة بنات وعجائز القرية ليوم الحناء، وفي اليوم التالي ليوم الحناء يوم الحمل وهو عبارة عن سيارة نقل مُحمّلة بكل تموين البيت تنقل كهدية لأهل العروس من رز وسكر وزيت وشاي وخراف وملابس وحلوى المشبك وبعض الفواكه وأقمشة وغيرها. والحمل له مسيرة خاصة من بيت العريس إلى بيت العروس تتقدّم سيارة العريس وسيارات أبناء القرية والمدعويين تصل سيارة العريس فتستقبل بالغطارف، وبعد ذلك يرجع أهل العريس بعد أن يرتاحوا ويتناولوا وجبة العشاء تقوم أم العروس بتوزيع الهدايا على المعارف تساعدها (جاريه) في ذلك بعدها الليلة التي يكون فيها الزواج يكون العشاء على العريس وفي صباح ليلة الزواج يكون الالإطار على أهل العروس.
•العزاء: في كل حالة وفاة تجد القرية جميعها مُستنفرة في هذا الحدث حتّى يهون المصاب على أهل المُتوفّي بتقديم كل المُساعدات بتأمين كُلّ ما يحتاجه أهل المُتوفّي، كما تمّ في الآونة الأخيرة تأمين مُستلزمات العزاء ووضعها في مُستودع تستخرج ما متى ما دعت إليها الجاجة.

## الألعاب الشعبية التي كان يمارسها أبناء القرية
1 - لعبة الساري:
تُمارس هذه اللعبة في الليل، حيث كان الشباب يقبلون على ممارستها بكثرة في (مسيلة) الوادي جنوب القرية وخاصة مع طلوع القمر، وكانت الألعاب الشعبية هي تسليتهم الوحيدة وطريقهم للترفيه البريء. وهذه اللعبة لعبة جماعية تتكوّن من فريقين حيث تسري الفرقة الأولى وتختبئ في مكان مُظلم وتتبع الفرقة الثانية في الانتشار والبحث مع اللاعبين فيبدؤون مطاردتهم قبل وصولهم للحد أو الموقع المحدد للوصول إليه وإذا تمّ القبض على اللاعب قبل وصوله لموقع الحد فإنّه يخرج من اللعبة ويعتبر «ميتا» ومن وصل إلى الموقع دون أن يتم القبض عليه يعتبر هو الفائز. وتتميّز لُعبة الساري بالحماسة والشجاعة وممارسة رياضة الجري المفيدة التي تتم أثناء مطاردة الفريق الآخر والبحث عنه وتستمر هذه اللعبة حتّى ساعة مُتأخرة من الليل يعود بعدها اللّاعبون إلى منازلهم للنوم استعدادًا لمواصلة اللعب مساء اليوم الثاني.
2- لعبة كاسر عوده:
وهي لعبة شعبية قديمة وممتعة تمارس بشكل جماعي للأطفال والكبار على حد سواء في وقت فراغهم، وأدوات لعبة «كاسر عوده» هي العصا وتتكون اللعبة من مجموعة من الأفراد وتجرى فيها القرعة المساهمة. فمن وقعت عليه القرعة تنصب عصاه وتقوم المجموعة الباقية برمي العصا المنصوبة فإذا سقطت العصا المنصوبة من أحد الرماة قام اثنان من الرماة بحمل صاحب العصا الذي أسقط العصا المنصوبة إلى مكان البداية والذي يُسمّى «حد» ثم يرجعان لحمل عصيهم مرة أخرى ويجرون جميعًا والمتأخر منهم ينصب عصاه وهكذا تتكرر اللعبة حتى لا يبقى سوى شخص واحد يكون هو الفائز. وللمعلومية فإنّ كلمة كاسر عوده هي كلمة شعبية تُستخدم للدلالة على الشخص الذي يغضب فيقوم بضرب الجميع دون استثناء والاعتداء على كل من يقابله من الناس بالضرب.
3-الزقوة:
عبارة عن لعبة شعبية جماعية يلعبها الأولاد أو البنات على حد سواء، وصفة اللعبة أن يأخذ الفريق قطعة قماش «فانيلا مثلا» ثم يأخذها أحدهم ويتقدّم أمام الجميع ويُحرّك الزقوة في يده قائلًا: جاءتكم الزقوة ويُرددون الفريق الآخر مافيها فيقول ثانية فيها زبيب أخضر فيقولون له هاتيها، فيرمي بالقماش إليهم قائلًا جاتك ياراعيها فمن يُمسك بها قبل أن تسقط على الأرض يكون هو الفائز، ثمّ يقوم بضرب بقيّة الفريق وهم يجرون للاختباء خلف اللاعب الأول ومن ثم يقوم الذي أمسكها بالّلعب مثل الأول وهكذا حتّى يتعبوا.
4- المزقرة:
لعبة تُستخدَم فيها العصي مع قطعة صغيرة من عصا أخرى، ووصفة اللعبة أن ينقسم الفريق إلى قسمين ويعملوا دائرة ثمّ يتقدّم أحد الفريقين باللعب، والذي تكون ضربته للمزقرة أطول وأبعد يبدأ هو اللعب ومن ثمّ يبدأ الفريق بالّلعب بضرب المزقرة إلى الفريق المقابل، والثّاني يُحاول المسك بالمزقرة وإذا أمسك بها أحدهم يعتبر الفريق فائزًا والّلاعب مهزومًا وتنفك بعد ذلك اللعبة، وللعلم فإنّ لكل لاعب من الفريقين لعبتان فقط وتُسمّى عينين.
5- لعبة الحندية:
وتُلعَب بالعصوات، حيث يرمي أحدهم بالعصا إلى أعلى ويرمي الآخرون بعصيهم وإذا لامست إحدى العصي الأولى يكون صاحبها فائزًا، ثمّ يحملونه على العصي قليلًا ويرمي هو بعصاه وهكذا إلى أن يعودوا إلى منازلهم. ومثل الحندية ألعاب كثيرة منها سكع طرف، وكاسر عود، وغيرها من الألعاب الشعبية.
6- لعبة الخطفة:
وتبدأ اللعبة بوضع دائرة يكون في وسطها أحد الّلاعبين والبقية يدورون حول الّلاعب وهم يُردّدون كلمات معينة مثلًا أنا أخطف أنا ألمس وعلى مقربة من هذه الدائرة تكون هناك منطقة نجاة ثانية حيث يقوم أحد اللاعبين بخطف اللاعب الذي داخل الدائرة ويُسرع إلى منطقة النجاة وينطلق وراءه اللاعب الآخر للإمساك به فاذا استطاع الإمساك به يحلّ محلّه في الدائرة وإذا لم يستطع فيرجع إلى مكانه وتُعاد اللعبة.

## أحداث شهدتها القرية
1- خروج أبناء القرية بقيادة الشيخ ابراهيم حسين أثناء دخول الجيش السعودي (توحيد المملكة) عام 1351هـ (سنة الهربة) بعدما سمعوا بكثير من القرى احرقت من ضمنها سوق الأحد في بداية الأمر كان الخروج لقرية قزع لارتباط أهلها بقرابة ونسب ثم الوتد ا- أبو حجر - صامطه - الجرادية - ستمر التنقل حتى استقر بهم الحال في قرية امشمهانيه دخلوها بعد خروج اهلها وبقوا فيها مدة عشرين يوماً لكن أصاب مرض الملارياء أغلب أبناء القرية بعد ذالك عادوا مع الشيخ إبراهيم حسين عند تحسّن الوضع خاصة أنه الجيش توجه للجبال شرقاً.
2- سيل الأربعاء الذي يُعدّ أعظم سيل عم القرية بأكملها تقريباً عام 1363 هجرية.
3- مرض الجدري في عام 1365 هجرية فتك بتهامه ومن ضمنها قرية جحا. مكان العزل الذي اتخذه سكان القرية هو في جهة الخبت من شمال يعرف (بالمقحيفة) المكان الذي يتخلّص فيه من الأواني الفخرية التي يستخدمها المصابين بالمرض. وأغلبهم دفنوا في مكان تمريضهم في الخبت بعد كثرة الوفيات تم تطعيم أبناء القرية وهو أول عمل صحي في المنطقة والقرية.
4- الهجرة عندما يقلّ سقوط المطر هو حال أبناء تهامة تُسمّى (النجوع) انقطعت هذه العادة في منتصف السبعينات الهجرية.

## أعمال السكان
أغلب أبناء القرية يعملون في مجال التعليم والقطاع الحكومي والزراعة وتربية الماشية انتعشت القرية من بداية عام 1400 هـ.
والمعلمون هم أكثر الموجودين في القرية خاصة جيل الثمانينات والتسعينات الميلادية حتى أطلق على القرية بقرية المعلمين لكثرتهم.

## التعليم
تعليم البنين
دخل التعليم في بداية الثمانينات الهجرية، بإسهامات من الشيخ حسن فقيه عطيف. في المسجد ثم وكانت أول مدرسة الدار التي يسكنها يحي قناعي حاليا ثم بنى مبنى آخر شرقها من الطوب وانتقلت له المدرسة وبعدذلك تبرع بقطعة الأرض التي عليها المبنى الحكومي قد شارك الوالد محمد أحمد كريري الملقب خلبوص في نشر التعليم في القرية وتبرع ببيته سكنا للمعلمين مجانا بدون مقابل تشجعيعا للمعلمين وكان أول مدير للمدرسة في القرية محسن رميدي من الضبية عام 1383 هـ
تلاه الأستاذ أحمد فقيه من أبناء القرية عام 1395 هـ.
تلاه الأستاذ والمربي الفاضل يحي علي كريري (المشرقي)من أبناء القرية ورجالها عام (1396)وكان له الدور الكبير في نهضه التعليم في قريه جحا حيث تخرج علي يده اجيال واجيال ثم دخل التعليم المتوسط والثانوي في عهده إلى أن تقاعدعام (1420) ثم جاء التقسيم ليصبح الوحيد من قام بالإشراف على ثلاثه مراحل تقلصت نسبة الأمية في القرية إلى نسب عاليه خاصةً في السنوات الأخير.
تعليم البنات
بدأ تعليم البنات في منتصف التسعينات هجرية بمدرسة واحدة غرب القرية للمرحلة الابتدائية تطوّر فيما بعد إلى أن أصبح يضمّ جميع المراحل، بالإضافة مدرسة واحدة لتحفظ القرآن وروضة أطفال.

## الزراعة
تُعدّ قرية جحا من الأراضي المشهورة بالزراعة (خبت ووادي) فهي السبب الرئيسي لاستيطان الناس في القرية منذُ زمن بعيد خاصة الزراعة الموسمية.
فقد كان معمال جحا قبل 350 سنه تقريباً وادي كثيف الأشجار من الأثل والسدر والسلام والسمر يمرّ فيها سيل وادي خلب وهو في طريقه إلى البحر وفي نظرة لموقع القرية والقرى المجاورة لجحا على الخارطة نجد أنّ هذه القرى جميعها تقع ضفاف الوادي من جهة الشمال الحصامة – جحا – الشطيفية - المنصورية - المقدرة –الطوهرية - قرية المرابي ثم البحر الأحمر. وكلّ هذه القرى جل حياتها سابقاً على هذا الوادي.
أما الخبت في الجهة الشمالية فكان عبارة عن أرض رمليه تتفاوت خصوبتها من مكان إلى آخرـ كانت تكثر فيها الأحراش من أشجار السمر والسلام والمرخ وحشائش يصعب المشي فيها، بالإضافة لجريان بعض الشعاب أشهرها شعب (امغلف) وبعد استيطان القرية وتنامي السكان تمّ استصلاح كثير من أراضي الخبت بقطع الأشجار وزراعتها والعناية بها للعقود طويلة، لكن مع بداية التسعينات الهجرية بدأ الإهمال فزادت حالة التصحّر وزحف الرمال على كثير من الأراضي بمساعدة الرياح الموسمية (الغبرة) وعودة الحشائش ونبات المرخ. الآن هناك محاولة جادّة من أبناء القرية في إنشاء مزارع خاصة وتنامي حفر الآبار الارتوازية في السنوات الآخيرة.
عند ظهور الزراعة الحديثة بدأت تجربة زراعة المانجو الذي لاقى نجاح منقطع النظير ودخول كثير من أبناء القرية في هذه الزراعة وكسب خبرة فيها وتحسين جودة الأصناف، بالإضافة إلى زراعة الحبوب والسمسم والأعلاف والخضروات والفل لكن تبقى كثير من الأراضي شبه موقوفة، بسبب كثرة الورثة فيها أو جهل أهلها بحدودها ومكانها، أمّا الأراضي القريبة من القرية فقد بدأ الزّحف العمراني لها منذُ عقدين رغم كثرة الخلافات والنزاعات فيها؛ بسبب عدم وجود صكوك ملكية أو ورثية.
الثروة الحيوانية يوجد في القرية الكثير من كبار مربي الماشية من أغنام وإبل ونادر ما يخلو بيت من تربية الماشية في القرية.

## الخدمات
يوجد في القرية جميع الخدمات من كهرباء، ماء، هاتف وإنترنت، عدى الخدمة الصحيّة وهي التي يطمح لها أبناء القرية منذُ زمن.